# Les Maîtres de l'orge
 (décembre 2016).
Si vous disposez d'ouvrages ou d'articles de référence ou si vous connaissez des sites web de qualité traitant du thème abordé ici, merci de compléter l'article en donnant les références utiles à sa vérifiabilité et en les liant à la section « Notes et références ».
Les Maîtres de l'orge est une série de huit albums de bande dessinée créée par Jean Van Hamme et illustrée par Francis Vallès.

## Histoire
Les Steenfort est une série relatant les aventures de la famille éponyme sur plusieurs générations. Cette saga commence avec la création d'une brasserie artisanale dans le Brabant belge au milieu du XIXe siècle et se poursuit jusqu'à la formation d'une multinationale de la bière ayant son siège aux États-Unis à l'aube de l'an 2000. La série combine une documentation précise sur la tradition du brassage artisanal avec des contextes historiques, économiques et sociaux illustrant l'évolution du monde occidental sur un siècle, à travers l'exemple de cette brasserie.
Chaque tome de la série se concentre sur un membre spécifique de la famille Steenfort à un moment-clé de sa vie et de l'histoire de la brasserie. En général, un intervalle de 25 ans sépare chaque épisode, bien que certains personnages réapparaissent dans plusieurs tomes successifs.
Le dernier volume, intitulé Les Steenfort, est un recueil d'histoires courtes éclairant divers événements survenus dans les tomes précédents.

### Charles, 1854
Charles Steenfort, devenu jeune novice malgré lui pour fuir la misère, s’initie à la production de la bière dans un monastère ardennais, qui en a fait sa spécialité grâce à une mouture dont les moines ont le secret.
Un jour, à 18 ans, il tombe sous le charme d’Adrienne Madrier, la nièce aguicheuse de l’aubergiste du village. Alors qu’il était sur le point de prononcer ses vœux religieux, il a une relation sexuelle avec Adrienne, puis s'enfuit du monastère pour regagner Dorp, son village natal, qu'il avait quitté deux ans plus tôt, après la mort de ses parents. Il y retrouve son ancien ami Franz Texel, qui vient d’enterrer son père, vétérinaire du village, et convainc celui-ci de s'associer avec lui pour devenir brasseur, Charles apportant dans cette entreprise son savoir-faire, et Franz les premiers fonds.
Passionné, exigeant et dur au travail, Charles est l’âme de cette association dont Franz n’est que le pâle bailleur de fonds. Contrairement à Charles, Franz se contenterait en effet volontiers de produire une bière médiocre pour peu qu’il récupère rapidement son argent. Mais, pour l’ambitieux Charles, il n’en est pas question et, pour faire patienter son associé, il lui fait miroiter la possibilité de gagner le prix annuel de la meilleure bière du Brabant, doté de 800 francs-or.
Cependant, De Ruiter, tout puissant bourgmestre du village et impitoyable patron de la principale brasserie de la région, ne voit pas cette association d'un bon œil. Ainsi, tandis que Charles et Franz tentent, durant de longs mois, de produire la meilleure bière possible, De Ruiter s’ingénie à leur mettre des bâtons dans les roues : après avoir dressé contre Charles le village tout entier et notamment Louis, le frère de Charles, un ivrogne bon-à-rien et brutal qui est l’un de ses obligés, il tente de faire incendier la nouvelle brasserie par des hommes de main de Ruiter, avant que Louis n’aille jusqu’à tenter de tuer son entrepreneur de frère.
Cependant, grâce à la détermination, à l’ingéniosité et au patient travail de Charles – qui n'hésite pas à aller voler de la levure miraculeuse au monastère –, leur bière s’améliore peu à peu jusqu’à devenir excellente. Lors du concours annuel de la meilleure bière du Brabant, les brasseries Steenfort & Texel et De Ruiter arrivent ainsi ex æquo et se partagent le prix.
S’inclinant devant l’opiniâtreté et les compétences de Charles et étant lui-même sans héritier capable de lui succéder, De Ruiter lui propose alors d'abandonner Franz pour reprendre sa propre brasserie. Et, pour sceller durablement cet accord, il lui offre en mariage sa fille Élise, jeune femme terne et au physique ingrat. Charles accepte cette offre inattendue, qui lui permettra de gagner des années dans son ascension sociale, qu’il place au-dessus de tout. Il abandonne ainsi froidement Adrienne qui, déjà enceinte, vient le maudire et faire un scandale à l’église le jour de son mariage.

### Margrit, 1886
Tandis que la brasserie entame sa révolution industrielle grâce à l'invention de la réfrigération artificielle, Charles gère d'une main de fer sa brasserie comme tout le village de Dorp, ce qui lui vaut d'être détesté par ses employés.
Lorsque commence le récit, son neveu Noël revient de Munich où Charles l’a envoyé en mission dans une brasserie ayant mis en place le procédé de fermentation basse. Après avoir goûté la Lager (dépôt) obtenue grâce à ce procédé, Charles n'a qu'une obsession : être le premier en Belgique à brasser cette nouvelle bière aux vertus rafraîchissantes.
Un nouveau personnage arrive alors à Dorp : la belle Margrit Feldhof, que Noël a rencontrée et épousée pendant son voyage. Bien que celle-ci soit d'accord avec le fait que la Lager est la bière de l'avenir, elle provoque Charles, ce qui fait naître une tension entre eux, prémices d'une relation torride. Par ailleurs, ce dernier voit deux obstacles se dresser contre ses projets : d'une part, la montée en puissance des idées socialistes permet désormais aux ouvriers de la brasserie de s'opposer à leur patron ; d'autre part, Elise, butée et unique propriétaire de la brasserie depuis la mort de son père, refuse de brasser autre chose que la special Dorp, la bière produite par l'usine depuis ses débuts. Et lorsqu’en outre Noël incite, par idéalisme, les employés à se mettre en grève, c’en est trop pour Charles qui, pris d’une rage froide, détruit toutes les installations de sa brasserie, avant de la quitter.
Il décide de repartir de zéro et de créer sa propre entreprise, sans aucun associé. Margrit – devenue sa maîtresse – lui offre alors son aide. Mais elle y met cependant une condition, pour le moins inattendue : qu’il devienne socialiste et paie convenablement ses ouvriers. D’abord interloqué, il ne tarde pas à comprendre que c'est dans son propre intérêt et fait construire de nouveaux bâtiments sur le terrain qui appartient à son ancien ami Franz, disparu en 1854.
La Lager en bouteilles est un succès, et les bières Steenfort deviennent vite très appréciées dans tout le pays.
Un soir, alors que Margrit est seule chez elle, elle reçoit la visite d'un individu se présentant comme Pieter Texel, officiellement fils de Franz et d'Adrienne. Disposant des papiers nécessaires pour prouver que le terrain – et donc la brasserie – lui appartient depuis la mort de son père, il exige d'être engagé comme associé. Il dispose d'un second atout, et non des moindres : il lui révèle qu’il est en fait le fils caché de Charles, Adrienne étant enceinte de celui-ci avant qu’il ne la quitte (cf. tome 1). Margrit se laisse séduire par Pieter. Celui-ci, flatté de coucher avec une aussi belle femme, est aussi troublé par le fait que celle-ci soit la maîtresse de son père et ressemble à sa mère. Mais, pendant son sommeil, Margrit brûle les papiers compromettants. Quand Pieter se réveille, il comprend qu'il a été joué. Margrit lui offre alors 2 000 francs-or contre un contrat de vente du terrain (à son propre nom) et à condition qu'il prenne à Anvers le premier bateau en partance pour l'Amérique. La rage au cœur, Pieter accepte, mais jure en embarquant qu'il reviendra écraser tous les Steenfort.
Au retour de Charles, Margrit lui demande de lui faire un enfant, sans lui en dire plus. Puis elle passe la nuit suivante chez Noël, tout heureux de la revoir. Au petit matin, elle avoue cependant à celui-ci avoir agi ainsi pour qu'aux yeux de tous son enfant ne soit pas un bâtard et hérite les deux brasseries – Steenfort et De Ruiter. La dernière planche montre l'accouchement de Margrit qui, en hommage au premier amour de Charles, prénomme l'enfant Adrien.

### Adrien, 1917
Charles est mort depuis douze ans. La grande guerre a éclaté voilà trois ans. Margrit gère la brasserie Steenfort tandis que Noël s’occupe de la De Ruiter. Adrien est sur le front, enrôlé par les Alliés.
La Belgique est occupée, son économie est mise au service du Reich et la plupart des matières premières sont rationnées : de l’avoine en guise d’orge, du houblon de mauvaise qualité, sans parler du cuivre, réquisitionnable à tout moment… Sur les conseils de son contremaître Servais, franc-tireur qui l’aime secrètement, et de son mari Noël, dont elle est séparée, Margrit finit par se décider, jouant de son origine allemande, à aller voir le baron Von Landau, intendant militaire de la région, et se place sous la protection de cet aristocrate courtois qui n’est pas insensible à son charme.
Cependant, lasse de ce double jeu, elle est prête à cesser de le voir. C’est alors que Servais lui apprend que, membre de la résistance, il cache des armes dans les bassins de fermentation inutilisés et qu’il faut donc absolument qu’elle continue sa collaboration avec l’ennemi. Et il lui avoue qu’il l’aime. Ils auront une relation – une seule – cette nuit-là.
De son côté, Adrien, jusque-là peu motivé par cette guerre qui oppose la patrie de son père à celle de sa mère, est capturé par des Allemands. Il rencontre alors un officier, lui aussi fils de brasseur, et apprend à cette occasion que sa mère Margrit était en réalité une prostituée munichoise qui, pour épouser Noël, s’est faite passer pour une orpheline de bonne famille. Ainsi sali et humilié, Adrien parvient à s’enfuir mais il est blessé en regagnant les lignes alliées.
Un soir, à Dorp, des soldats allemands font irruption dans la brasserie et arrêtent Servais. Margrit se rend à l’Intendantur et constate avec surprise que le baron Von Landau, taxé de laxisme, vient d'être muté sur le front roumain. Le général Von Bissfeld, nouvel intendant, d’emblée hostile car informé par les services de renseignements de son passé de prostituée et doté de penchants sadiques, la frappe à coups de cravache, la viole, l’humilie et la fait même violer par un de ses hommes devant Servais, en échange de la vie sauve pour ce dernier.
Pendant ce temps, Adrien, soigné à l’hôpital militaire par son infirmière, Rose Paliseul, en tombe amoureux. À son rétablissement, il décide de repartir au combat, voulant désormais tuer un maximum d’Allemands. Juste avant son départ, Rose lui demande de lui faire un enfant, pour garder un être à aimer si Adrien venait à être tué.
Peu avant la fin de la guerre, Rose réussit à traverser le front pour rejoindre Dorp où Margrit l’accueille avec joie. En pleine déroute allemande, Von Bissfeld surgit et force Margrit à le cacher sous peine de tuer Rose, sur le point d'accoucher. Elle feint d’accepter, puis parvient, non sans mal, à le tuer. Des francs-tireurs font alors irruption et tentent de tondre Margrit avant que Servais ne les arrête. Pendant ce temps, Rose a accouché. L'enfant est prénommé Charles en hommage au fondateur de la dynastie. Et Adrien, désormais officier et décoré pour sa bravoure, revient, indemne, pour apprendre la naissance de son héritier.

### Noël, 1932
Adrien, qui dirige maintenant la brasserie Steenfort, entreprend d’en faire une des premières du pays, voire d'Europe. Après avoir racheté d'autres brasseries, sa société cumule ainsi désormais 7 % de la production nationale de bière. Mais la conjoncture est sombre : la consommation est en déclin, la plupart des pays d'Europe possèdent déjà leurs producteurs locaux, tandis que les États-Unis ont instauré la prohibition. Adrien est donc forcé de chercher sa clientèle en Belgique, et n'hésite pas à racheter des brasseries, quitte à les fermer ensuite pour s'approprier leur clientèle.
Bien loin de ces considérations, Noël, qui vit seul avec l'amertume du mari trompé, gère toujours la brasserie De Ruiter, et se contente d'écouler localement la Dorp, qui conservé une fidèle clientèle.
Margrit, qui l'avait quitté pour Charles, vit avec son fils Adrien et l’épaule au conseil d'administration de la brasserie Steenfort. Elle est aussi devenue grand-mère de 4 petits-enfants : Charles, l'aîné, et trois filles dont la dernière, Julienne, naît au début de l'album. Adrien se révèle aussi bon père de famille qu’exemplaire en affaires. Charles, son seul fils, lui est particulièrement cher car il voit en lui son héritier et le futur dirigeant de sa société. Servais, quant à lui, est toujours célibataire et aime toujours Margrit. Mais il est hélas bien trop tard pour eux deux. Servais, qui initie Charles au métier de brasseur, constate à la grande satisfaction d'Adrien que l'enfant apprend vite.
Alors que l'élection du bourgmestre de Dorp approche, Adrien accueille un nouveau directeur commercial : Léopold Garcin, recommandé par un des actionnaires de la brasserie Steenfort. Garcin travaille en réalité pour le parti Rex, extrémiste antisémite et anti-bolchévique. Leur objectif est de faire d'Adrien, homme dur mais respecté, de surcroît plusieurs fois décoré au cours de la guerre de 1914, une de leurs figures de proue. Mais Adrien n'est pas intéressé par la politique et même être simple bourgmestre de Dorp ne l'intéresse pas.
Garcin a pour mission de le convaincre. Pour gagner sa confiance, il prend en charge la délicate mission de négocier un accord avec la brasserie Leroi, à cheval entre la France et la Belgique, particularité qui permettrait d'écouler en France de la bière produite en Belgique, contournant ainsi les mesures protectionnistes qui empêchent les brasseries étrangères d’exporter vers la France. Cette brasserie est donc d'un grand enjeu stratégique. Garcin, en extorquant des informations clés à Lucie, la comptable de la brasserie Leroi, permet le rachat de celle-ci à moindre coût, gagnant ainsi la pleine confiance d'Adrien. Fort de ce succès, Garcin l'incite à entrer dans la politique, arguant que cela l'aiderait aussi dans ses affaires, et Adrien finit par se laisser fléchir. À quelques semaines des élections, à la consternation générale, notamment de Margrit et de Noël, Adrien fait ainsi un discours dans la ligne des tendances extrémistes de son nouveau parti.
Les habitants de Dorp s'opposent à ce qu'Adrien soit élu bourgmestre, mais Garcin ne leur laisse pas le choix : récompenses substantielles pour ceux qui coopèrent, intimidations, menaces et coups tordus contre les autres... Rien ne l’arrête. Servais, qui représentait un obstacle, est enfermé par un employé soudoyé par Garcin dans une cuve de refroidissement. Sauvé de justesse, il finit à l'hôpital, entre la vie et la mort. Margrit essaie de raisonner Adrien. Elle est la seule qui puisse lui dire en face à quel point il se couvre de honte et de ridicule. S'ensuit une dispute, où Adrien, sous le coup de la colère, finit par lui lâcher qu’il « n'a pas de leçon à recevoir d'une ancienne putain ». Margrit comprend maintenant pourquoi son fils était si froid avec elle depuis son retour de la guerre. Adrien s'excuse, mais Margrit, outrée et amère, n'envisage pas de rester une nuit de plus et part immédiatement, malgré les supplications de son fils pour la retenir.
Quelle n’est pas la surprise de Noël de voir celle qui est toujours légalement sa femme revenir pour reprendre la vie commune, après 48 ans de séparation. Margrit lui révèle qu'elle n'était pas orpheline d'une riche famille bavaroise, mais une simple courtisane. Mais Noël lui pardonne d’autant plus facilement qu’il l'avait toujours su, dès le début. Et ça ne l'a pas empêché de l'aimer, et de l'aimer encore. Margrit, ayant avoué son passé et émue par tant d’amour de la part de Noël, est enfin en paix avec elle-même.
Peu après, le patron de la brasserie Leroi tente de revolvériser Adrien, le considérant responsable de la tentative de suicide de sa comptable, que Garcin avait séduite pour récupérer des documents compromettants pour sa brasserie, ce qui a permis à la brasserie Steenfort de la racheter à vil prix. Mais Garcin neutralise Leroi, sauvant la vie d'Adrien.
Or, à la suite de cet incident, Adrien mène son enquête, et découvre les multiples méfaits de Garcin. Servais, sorti du coma, témoigne également que Garcin a essayé de le faire tuer. Pris d'une colère froide, Adrien renonce alors brutalement à ses ambitions politiques et chasse Garcin devant tous. En quittant la brasserie, Garcin, fou de rage, jure de se venger.
Le dimanche suivant, les élections ont lieu, et le bourgmestre habituel est largement réélu. Mais, alors qu'Adrien se réconcilie au cours d’une grande fête avec tous les habitants du village et Margrit, sa brasserie prend feu. C'est un coup de Garcin, survenu précisément un dimanche, jour choisi par Servais pour enseigner à Charles le métier de brasseur. Ils périssent tous les deux brûlés vifs dans l'incendie. 
Adrien maudit Garcin et jure de le lui faire payer, très cher.

### Julienne, 1950
Au lendemain de la seconde Guerre mondiale, les années 50 sont un âge d'or pour la brasserie : plan Marshall et premiers accords européens constituent autant d’opportunités d'investir pour les grands groupes. C'est en tout cas la stratégie d'Adrien, qui a fait des brasseries Steenfort un empire de premier rang en Europe. Mais, après la mort prématurée, dans des circonstances dramatiques, de son fils Charles, puis celle de sa femme Rose, il est devenu acariâtre, sévère, voire tyrannique avec ses employés et ses gendres Gérard et Frédéric, époux inconsistants de ses deux premières filles et cadres dans son groupe, dont il n'hésite pas à stigmatiser l’incompétence en public.
Cette année marque les dix-huit ans de Julienne, dernière fille d'Adrien, la seule qui ne soit pas encore mariée. Toute la famille est réunie ce jour-là : Adrien, ses filles et leurs maris, ainsi que l'oncle Noël, âgé à présent de 96 ans.
Julienne, qui vit seule avec son père et la domestique Delphine, n'a qu'une envie : quitter le monde de la brasserie pour s'adonner à l'archéologie, qu'elle étudie à l'université. À la demande de son père, elle accepte de faire visiter la ville à Michaël Fenton, seul héritier du groupe Fenton Breweries, deuxième brasseur de Grande-Bretagne, en visite en Belgique en vue d’un accord entre les deux groupes. La rupture entre le père et la fille devient nette lorsqu'Adrien lui demande d'épouser Michaël, car elle compte bien, comme ses deux grandes sœurs, choisir son mari et il est hors de question pour elle de se marier juste pour créer un grand groupe européen Fenton-Steenfort.
Les ennuis s’accentuent pour Adrien lorsqu'un acheteur inconnu tente d'acquérir une part majoritaire de son groupe en rachetant au prix fort leurs parts aux banques actionnaires de Steenfort. Pourtant, Adrien n'est pas inquiet : lui et ses filles détiennent 65 % des parts de sa société. Mais ses deux filles aînées ne tardent pas à brader les 40% de parts qu'elles détenaient pour 60 millions de francs belges. Cet acheteur mystérieux est donc en position de force pour obtenir 51 % des parts du groupe Steenfort et ainsi évincer Adrien de la direction du groupe. La loi permet certes à Adrien de racheter au même prix les actions vendues, mais dans les trois mois. Pour essayer de rassembler les fonds nécessaires, Adrien met ainsi en vente en catastrophe un maximum de brasseries et s’endette à tout va.
La situation devient vite critique : à cause de la priorité donnée aux investissements, les actionnaires n'ont pas encore touché un sou et sont tous disposés à vendre à bon prix leurs actions. De plus, toujours du fait de cette priorité, Steenfort est fortement endettée auprès des banques. Le milieu de la brasserie donne donc Adrien perdant. Ce dernier se retrouve vite dos au mur : racheter pour 100 millions les 8 % de parts qui lui manquent, alors que son groupe cumule déjà une dette de 200 millions. Pire, l'acheteur se révèle être le groupe Texel, troisième plus grand brasseur américain. À travers cette joute financière s'exprime toute la rancune de Pieter Texel, fils de Franz Texel et d'Adrienne, que Margrit a dépossédé par ruse de ses droits sur les brasseries Steenfort. Arrivé en Amérique, il a construit un groupe de brasseries encore plus imposant que Steenfort, et son fils Karl semble déterminé à solder les comptes.
Adrien a besoin de se confier. Son unique confident est Garcin, qu’il a kidnappé il y a des années alors que celui-ci revenait d'un meeting commun entre partis d'extrême droite belges et allemands. Il est emmuré vivant dans les ruines de l'ancienne brasserie Steenfort, où Adrien, sadique, lui répète à satiété "Je veux que tu vives longtemps, très longtemps". Depuis lors, Adrien vient, chaque soir sans exception, lui rendre visite et lui donner de quoi manger, tout en se confiant à lui. Après douze années dans ces conditions atroces, Garcin est dans un triste état : il n'a plus jamais revu la lumière du jour, ses dents se sont déchaussées et il n'a même plus le courage de gémir ou de parler, tout juste d'attendre la visite quotidienne d'Adrien, qui lui donnera de quoi survivre un jour de plus dans son trou à rats. Précautionneux à l’extrême, afin de s'assurer que personne ne soupçonne que Garcin puisse être encore en vie, Adrien est même allé jusqu'à payer une agence de détectives pour le retrouver, et celle-ci n’en a bien sûr trouvé aucune trace.
Julienne traverse elle aussi un moment difficile. Si son père n'arrive pas à conserver la maîtrise de son groupe, Texel va, non seulement le démettre de la présidence du groupe, mais aussi lui demander des dommages et intérêts pour mauvaise gestion financière du fait des usines qu’il vient de brader un peu partout dans le monde et des 200 millions d’emprunts contractés pour faire face à cette tentative de prise de contrôle. Toutes les possessions personnelles d'Adrien seront saisies, et il se retrouvera sans le sou, et, sans son père pour financer ses études et lui fournir un toit, Julienne risque de connaître le même sort.
Toutefois, une alternative inespérée se présente : elle reçoit la visite de Sir Roderick Fenton, père de Michaël. Si le groupe Steenfort émet pour 200 millions de nouveaux titres, Fenton s'engage à les racheter à haut prix, ce qui permettra au groupe d’éponger ses dettes d’un seul coup, à Julienne et à Adrien de détenir 36% des actions et à Fenton 16,5 %, ce qui ne laissera à Texel que 47,5 %. Mais Fenton y met une condition, une seule : Julienne doit épouser Michaël.
Bien que Michaël soit passionnément amoureux de Julienne, au point de lui avoir donné un baiser furtif au cours de sa visite en Belgique, ce sentiment n'est pas réciproque. Julienne le trouve certes gentil et bien élevé, mais ce n'est pas son genre d'homme. Devant un tel dilemme, elle va rendre visite à Noël, son grand-père. Ce dernier, incapable de la conseiller, lui remet alors le journal de Margrit, qui relate toute l'histoire des Steenfort depuis que Charles Steenfort s'est installé à Dorp. Après avoir passé la soirée à le lire, Julienne se résout à épouser Michaël, ce qui sauve le groupe Steenfort. Mais Adrien, entretemps, a fait une crise cardiaque, et après plusieurs jours de coma à l’hôpital, arrive bien trop tard pour donner à manger à Garcin. Lui parler était devenu au fil des années une drogue pour lui. Pris de folie, il maudit Garcin de s'être laissé mourir et brûle son cadavre avant de se suicider d’une balle dans la bouche.

### Jay, 1973
Après leur divorce, Julienne s'occupe de leur fils, Franck, tandis que Michaël Fenton gère sa propre brasserie, tout en détenant la minorité des actions du groupe brassicole des Steenfort qui permet de bloquer les Texel. Grâce à son soutien, Julienne gère sa brasserie malgré son déclin. Franckvie paisiblement en s'investissant avec une certaine insouciance dans l'entreprise de sa famille.
Cet équilibre est rompu quand la justice britannique contraint Michaël Fenton à vendre les 16,5 % des parts qu'ils détient. Les Texel sont prêts à payer cher pour s'en emparer et obtenir enfin la majorité. Pour les contrer, Julienne cherche des financements mais ne peut utiliser la même méthode de son père en vendant des brasseries pour se procurer les fonds nécessaires. Ces parts seront vendues en une seule fois lors d'une vente aux enchères. Des rumeurs prétendent que les Texel seront prêts à aller jusqu'à un milliard de francs belges, et Julienne n'a pas cette somme.
Pendant ce temps, elle tombe amoureuse de Jay, un reporter, qu'elle a rencontré par hasard. Ayant besoin de soutien, elle se confie à lui, et une amitié commence à naître entre Jay et Franck, le fils de Julienne. Mais elle finira par apprendre qu'il n'était autre que le fils de Karl Texel. Se sentant trahie et manipulée, elle va remuer seule ciel et terre pour trouver le fameux milliard de francs.
Cependant, on apprend que Pieter Texel était le fils de Franz Texel, et non de Charles, car il était stérile, ce qui veut dire que Jay et Julienne n'ont aucun lien de parenté.
Une banque va finir par accepter de lui avancer la somme de 500 millions, provenant d'un mystérieux donateur, demandant en échange 2,5 % des parts de la société. Julienne hésite, soupçonnant les Texel d'être derrière cette offre, pour être à 50-50 dans la société. Elle accepte finalement, se disant qu'elle n'a plus rien à perdre, et que cela lui permettra au moins de sauver la face.
Lors de la vente aux enchères, Julienne avance les 500 millions de francs. Cependant, l'offre des Texel n'est pas le milliard annoncé, mais une lettre de Jay, disant à Julienne qu'il l'aime. Cette dernière quitte la salle à toute vitesse, pour se jeter dans les bras de Jay, qui l'attendait au pied de l'immeuble.
Le tome se termine sur une discussion entre Karl et Frank où l'on apprend que ce dernier est à l'origine de ce coup de théâtre. Les Texel ont économisé un demi-milliard et ont désormais fusionné avec les Steenfort, les projets futurs ne seront donc désormais plus entravés par cette concurrence.

### Frank, 1997
En 1997, Frank Fenton sort du pénitencier de Purple Rock (Minnesota) après 8 ans de détention. Me Joan Trevor, son avocate, qui a pu obtenir sa libération conditionnelle anticipée pour bonne conduite, et qui a un faible pour lui (ils couchent ensemble dès sa sortie), veut l’aider à se réinsérer.
Un flash-back montre que Frank a été condamné à 15 ans de prison pour avoir abattu Jay Texel, son beau-père, en 1988 lors d’une sortie en forêt et alors que sa tante Fernande et ses cousins Robert et Danielle de Bruyne étaient invités par ses parents. Comme il était seul avec son beau-père lors du meurtre et qu’ils avaient eu une discussion orageuse la veille au soir, il a aussitôt été désigné comme étant le meurtrier. En effet, à la suite d'un investissement malheureux, il avait fait perdre une fortune à son groupe en voulant produire un film racontant l'histoire de sa famille.  En dépit du fait qu’il n’ait cessé de clamer son innocence, et de certains indices matériels — notamment un bouton arraché à la veste de chasse du tueur et retrouvé sur place — personne ne l’a cru, même pas sa mère Julienne qui n’a plus jamais voulu le revoir.
Grâce à son bon comportement, sa peine a été raccourcie et il a pu sortir de prison où il laisse un bon souvenir et une brasserie qu'il a monté avec d'autres prisonniers pour la grande joie du directeur. Le retour de Frank à la vie normale est plutôt chaotique : il multiplie les scandales, notamment vis-à-vis de ses cousins Robert et Danielle de Bruyne qui ont pris le contrôle des brasseries Steenfort pendant son incarcération, ce qui lui vaut un avertissement du lieutenant Richmond qui l’a à l’œil depuis sa sortie. Il découvre le journal de son arrière grande mère Margrit qui l'inspire. 
Avec l’aide de Joan et d’un ami du lieutenant Richmond, Jess Monroe, ancien gardien-chef de la prison de Purple Rock, sur le point de prendre sa retraite et qui souhaite monter une petite brasserie avec son aide, Franck parvient cependant à remonter la pente. Au cours de cette entreprise, le jeune homme sympathise avec Pauline, la fille de Jess.
En allant à la teinturerie du village, Frank repère sur un cintre une veste de chasse sur laquelle un bouton a été remplacé. Il suit l’individu qui vient chercher la veste — un certain Gary Larkin — et remonte la piste de ses commanditaires, qui ne sont autres que ses cousins, Robert et Danielle de Bruyne. Avec l‘aide de Joan, il obtient une nouvelle enquête. Au terme du nouveau procès, les de Bruyne sont arrêtés, condamnés et incarcérés, tandis que Frank est réhabilité. Il retrouve Julienne, sa mère, mortifiée de ne pas l’avoir cru. Frank va retrouver Pauline, qui désespérait de le revoir.
La fin montre Franck quelques années plus tard, désormais marié à Pauline et père de famille, tourner un film sur la Saga des Steenfort et accorder à un journaliste une interview sur l’histoire de sa famille.

### Les Steenfort
Contrairement aux précédents, le huitième et dernier opus de la saga des Steenfort ne relate pas une tranche de vie de la famille mais revient sur quelques moments forts des tomes précédents, en apportant éclairages, compléments et précisions. Neuf événements clés de la saga font ainsi chacun l’objet de quatre pages de dessins précédées à chaque fois d’une courte introduction (dans laquelle le narrateur relate comment, après avoir rencontré Frank Texel puis sa mère Julienne Steenfort, il a été amené à écrire l’histoire de la saga), propre à situer les planches qui suivent. Ces courts récits ne suivent pas l’ordre chronologique.

#### New York, 1987
Le jeune Frank, héritier des brasseries Texel & Steenfort s’est fait escroquer de plusieurs millions par des aigrefins gravitant autour du monde du cinéma. En effet, guère intéressé par l’univers brassicole, le jeune homme est en revanche attiré par Hollywood et rêve de produire un film. Mal lui en prendra et ce court extrait débouche directement sur le tome 7 (cf. supra) : après avoir dilapidé plusieurs millions de dollars, il est convoqué au siège de Texel à Minneapolis par son beau-père Jay pour venir s’expliquer, avec toutes les conséquences qui s’ensuivront.

#### Dorp, 1849
Ce court récit ramène à l’origine de la saga. À la mort de sa mère, Catherine Steenfort, ouvrière dans une laverie, le jeune Charles se retrouve seul avec son grand frère Louis, un alcoolique sans foi ni loi et paresseux, qui l’exploite. Un jour, il découvre une lettre d’un cousin, moine dans une abbaye de l’Ardenne, adressée à sa mère. Le jeune garçon s’enfuit et parvient à rejoindre, exténué, l’abbaye, qui accepte de le prendre en charge et de faire son éducation en vue d’en faire un novice, permettant ainsi à la future dynastie des Steenfort de naître. Cette courte entrée en matière constitue le prologue du tome 1 de la série.

#### Munich, 1886
Ce chapitre narre l’entrée de Margrit Feldhof, ancienne prostituée munichoise, dans la famille Steenfort. Dans la jeune Allemagne de Bismarck, le statut dégradé des femmes non mariées leur impose un passeport pour quitter le pays. Pour cette raison, Margrit, qui souhaite quitter l’Allemagne se fait épouser par un riche et apparemment naïf client de la maison de passe où elle travaille : Noël Steenfort.

#### Dorp, 1932
Il s’agit d’un moment crucial dans l’histoire des Steenfort. Adrien Steenfort a refusé in extremis de présenter sa candidature à la mairie de Dorp, au grand dam de son directeur commercial, Garcin, militant rexiste qui comptait faire ensuite d’Adrien un député et une figure de proue du parti fasciste belge, et qui a été chassé par Adrien qui vient de découvrir ses turpitudes. Pour se venger, Garcin, aidé de deux hommes de main, met le feu à la brasserie. Cela se passe un dimanche, jour où Servais Van Daele, le directeur technique et fidèle bras droit d’Adrien Steenfort, a l’habitude de profiter des locaux désertés pour faire découvrir au jeune Charles, fils d’Adrien et héritier de la famille, les arcanes de ses futures responsabilités de patron des brasseries Steenfort. Au cours de l’incendie, Servais et le jeune Charles sont brûlés vifs.

#### Front de l’Yser, 1918
Cet épisode relate un acte de bravoure d’Adrien pendant la guerre de 14-18. Alors que, blessé, il aurait pu rester à l’arrière, il se porte volontaire pour retourner au front. Il est en effet galvanisé par la haine des Allemands depuis qu’il a appris fortuitement par l’un d’entre eux que sa mère avait été autrefois prostituée à Munich. On le voit s’emparer par la ruse et la violence d’une ferme, transformée en fortin par les Allemands.

#### Dorp, 1902
Ce moment dramatique de la saga familiale met aux prises Margrit avec Élise de Ruiter, épouse de Charles Steenfort, devenue folle et que ce dernier a fait interner. Élise s’est enfuie de l’asile et, mue par la haine et la jalousie à l’égard de Margrit, s’est emparée d’un fusil et a surpris le jeune Adrien en train de se baigner à côté d’un moulin. Margrit, partie à la recherche de son fils, découvre Élise qui le menace de son fusil. S’ensuit une empoignade entre les deux femmes qui se termine dans la rivière et à l’issue de laquelle, assommée par un coup de poing de Margrit, Élise est noyée et broyée par la roue du moulin.

#### Écosse, 1965
Le père de Michaël, dirigeant des Brasseries Fenton, qui a marié son fils Michaël à Julienne Steenfort, tombe accidentellement d’une falaise en Écosse lors d’une partie de chasse. Après les obsèques, alors que Julienne repart à Bruxelles avec son fils Frank, elle s’aperçoit qu’elle a oublié son passeport. Elle revient au château et découvre Michaël au lit avec sa secrétaire. Julienne est enchantée : comme elle n’a jamais aimé son mari, cet incident qui arrive à point nommé va lui servir de prétexte pour entamer une nouvelle vie.

#### Bruxelles, 1943
Ce récit montre comment Adrien Steenfort a sauvé des Juifs pendant l’Occupation. La Gestapo débarque dans le bureau d’Adrien pour lui demander où se trouve son comptable, un Juif dénoncé par un actionnaire. Sans perdre son sang-froid, Adrien affecte de se désolidariser de son comptable en prétendant qu’il vient lui-même de découvrir que celui-ci était Juif et qu’il a disparu avec une partie de la paie des ouvriers. En fait, Adrien, qui fait partie de la Résistance, aidera son comptable à fuir en le cachant dans le coffre de sa voiture puis en organisant avec l’aide de sa fille Julienne l’exfiltration de celui-ci et de sa famille vers l’Espagne.

#### Bruxelles, 1938
Cet épisode relate la terrible vengeance d’Adrien Steenfort à l’égard de son ancien collaborateur, Léopold Garcin, l’homme qui, six ans plus tôt, avait mis le feu à sa brasserie, incendie au cours duquel avait péri son jeune fils Charles. Alors que Garcin, à la sortie d’une réunion du parti d’extrême droite belge (le parti Rex) dont il est membre, s’installe au volant de sa voiture, il est fait prisonnier par Adrien qui l’attendait dissimulé à l’arrière et le menace d’un revolver. Adrien ordonne à Garcin de les conduire jusqu’à son ancienne brasserie, désormais en ruines, à Dorp. Là, toujours sous la menace de son arme, il fait descendre Garcin au sous-sol, dans une pièce sans lumière où il a scellé des menottes à un mur. Après avoir entravé Garcin, il bouche l’entrée de la pièce avec des parpaings pour ne laisser qu’une petite ouverture, juste suffisante pour lui passer la nourriture et les médicaments qu’il viendra désormais apporter chaque jour à Garcin afin que celui-ci vive le plus longtemps possible et expie ainsi longuement son crime.

## Albums parus
Dans la collection « Grafica » de Glénat :
1. Charles, 1854 ; 1992, 49 p.,  (ISBN 2-7234-1425-6), (BNF 35543783) ;
2. Margrit, 1886 ; 1993, 49 p.,  (ISBN 2-7234-1626-7), (BNF 35709720) ;
3. Adrien, 1917 ; 1994, 49 p.,  (ISBN 2-7234-1740-9), (BNF 36152324) ;
4. Noël, 1932 ; 1995, 49 p.,  (ISBN 2-7234-1916-9), (BNF 36155153) ;
5. Julienne, 1950 ; 1996, 49 p.,  (ISBN 2-7234-2154-6), (BNF 36164318) ;
6. Jay, 1973 ; 1997, 50 p.,  (ISBN 2-7234-2401-4), (BNF 36707262)[1] ;
7. Frank, 1997 ; 1998, 50 p.,  (ISBN 2-7234-2700-5), (BNF 37678857)[2] ;
8. Les Steenfort ; 1999, 56 p.,  (ISBN 2-7234-2928-8), (BNF 39117091).

Tous les volumes ont fait l'objet, à partir de 1992, sous le titre d'ensemble « De Meesters van de Gerst » (strictement adapté du titre français), d'une traduction en néerlandais, chez Glénat Benelux, à Bruxelles.

## Divers
La série a fait l'objet d'une adaptation télévisuelle en six épisodes, réalisée par Jean-Daniel Verhaeghe : Les Steenfort, maîtres de l'orge, diffusée en 1996 pour les trois premiers épisodes puis en 1999 pour les trois derniers (sous le nom "Le destin des Steenfort").